# فوهة بوريل

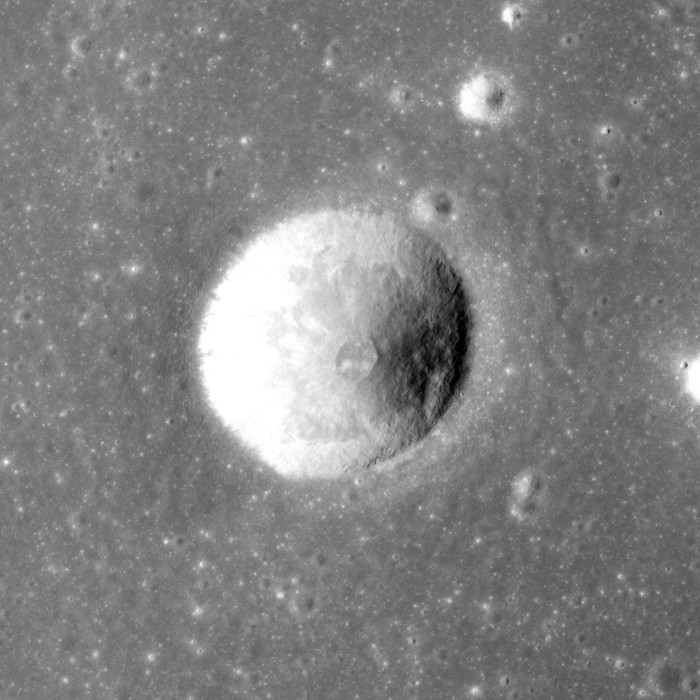
فوهة بوريل من بعثة أبولو 17

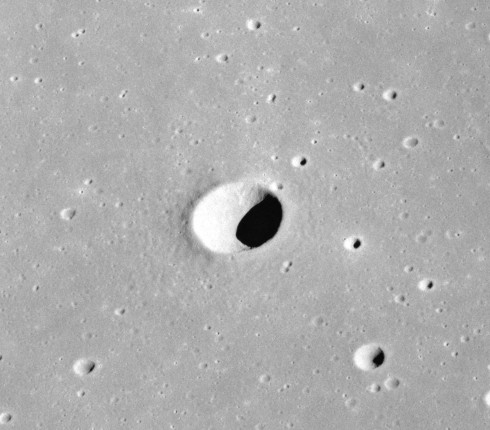
مقطع أفقي لفوهة بوريل من بعثة أبولو17.

فوهة بوريل (22.3°S 26.4°E) هي فوهة صدمية قمرية تقع جنوب شرق فوهة مار سيرينيتاتيس. يحدها من الشمال الشرقي فوهة لو مونييه. كانت هذه الفوهة تسمى سابقا بفوهة لي مونييه سي قبل أن يعيد الإتحاد الفلكي الدولي تسميتها. 

## الوصف

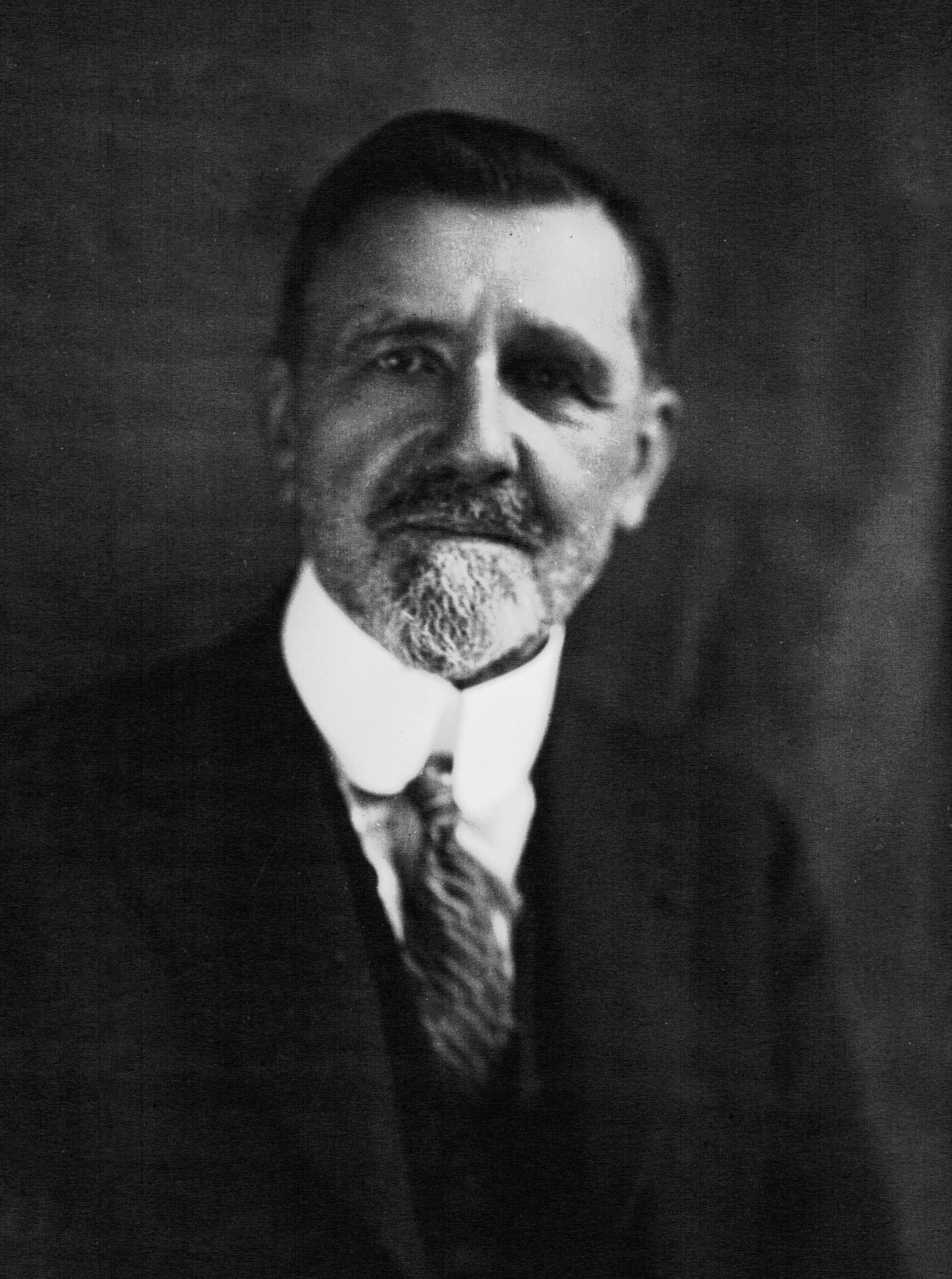
عالم الرياضيات الفرنسي إيميل بوريل والتي سميت الفوهة على إسمه.

تتميز الفوهة بشكلها الدائري تقريبا، وأن سطحها على شكل طوابق من الحواف إلى منتصف الفوهة. كما أن سطحها له وضاءة عن باقي الأجزاء المحيطه به.
يبلغ طول قطر الفوهة ما يقرب من 5 كم بينما يبلغ عمقها إلى 1 كم، وعلى زاوية 334° من شروق الشمس. سميت الفوهة تكريما لعالم الرياضيات والسياسي الفرنسي إيميل بوريل.

## وصلات خارجية
- فوهات القمر
- جوله حول فوهات القمر -ناسا.